# Platja del Reig
La platja del Reig és una diminuta platja urbana del municipi de Tossa de Mar (Selva), situada entre la Platja Gran i la platja de la Mar Menuda, al costat de l'estàtua de Minerva. La sorra de la platja apareix o desapareix, segons els temporals. S'hi accedeix des del passeig marítim per unes escales excavades en les roques que rodegen la platja.